# Liste der denkmalgeschützten Objekte in Krems-Thallern
Die Liste der denkmalgeschützten Objekte in Krems-Thallern enthält die denkmalgeschützten unbeweglichen Objekte der Katastralgemeinde Thallern der Statutarstadt Krems an der Donau in Niederösterreich.

## Denkmäler
| Foto |                 | Denkmal                                                      | Standort                                        | Beschreibung | Metadaten |
| ---- | --------------- | ------------------------------------------------------------ | ----------------------------------------------- | --- | --- |
| ja   | Datei hochladen | Kath. Pfarrkirche hl. Urban HERIS-ID: 49579 Objekt-ID: 53449 | bei Pfarrgasse 4 Standort KG: Thallern          | Die römisch-katholische Pfarrkirche in Brunnkirchen (Patrozinium: hl. Urban) wurde 1618 an Stelle einer 1530 erstmals genannten Kapelle errichtet und 1730 nach Plänen von Lukas von Hildebrandt erweitert. 1784 erfolgte im Zuge der josephinischen Reformen die Pfarrerhebung. Im selben Jahr wurde eine Orgel angeschafft, die, wie auch der größte Teil der restlichen Ausstattung, von Bergleuten aus der Region gespendet wurde. Die Fresken des hl. Urban und der vier lateinischen Kirchenväter sowie die gemalten Kassettendecke und weitere Wandmalereien sind Werke des Steiner Kirchenmalers Andreas Rudroff. | BDA-Hist.: Q38034719 Status: § 2a Stand der BDA-Liste: 2025-06-30 Name: Kath. Pfarrkirche hl. Urban GstNr.: .35 Pfarrkirche Brunnkirchen |
| ja   | Datei hochladen | Pfarrhof HERIS-ID: 64770 Objekt-ID: 77527                    | Pfarrgasse 4 Standort KG: Thallern              | | BDA-Hist.: Q38108090 Status: § 2a Stand der BDA-Liste: 2025-06-30 Name: Pfarrhof GstNr.: .34                                             |
| ja   | Datei hochladen | Ortskapelle HERIS-ID: 64774 Objekt-ID: 77531                 | Thallerner Hauptstraße 21 Standort KG: Thallern | Die Kapelle steht in der Häuserzeile neben dem Haus Thallener Hauptstraße 21. | BDA-Hist.: Q38108120 Status: § 2a Stand der BDA-Liste: 2025-06-30 Name: Ortskapelle GstNr.: .9                                           |